# بلوگا فرترنیتی
بلوگا فرترنیتی (به انگلیسی: Beluga Fraternity) یک کشتی است که طول آن ۱۳۸٫۰۵ متر (۴۵۲٫۹ فوت) می‌باشد.